# Jernej Kruder
Jernej Kruder (Škofja Vas, Yugoslavia, 12 de diciembre de 1990) es un deportista esloveno que compite en escalada, especialista en la prueba de bloques.
Ganó una medalla de plata en el Campeonato Mundial de Escalada de 2014 y una medalla de oro en el Campeonato Europeo de Escalada de 2020.

## Palmarés internacional
| Campeonato Mundial | Campeonato Mundial | Campeonato Mundial | Campeonato Mundial |
| Año                | Lugar              | Medalla            | Prueba             |
| ------------------ | ------------------ | ------------------ | ------------------ |
| 2014               | Múnich (Alemania)  | Medalla de plata   | Bloques            |
| Campeonato Europeo |                    |                    |                    |
| Año                | Lugar              | Medalla            | Prueba             |
| 2020               | Moscú (Rusia)      | Medalla de oro     | Bloques            |